# Второе сражение в Яванском море
Второе сражение в Яванском море — морской бой 1 марта 1942 года во время операции в Голландской Ост-Индии между соединением японского Императорского флота и объединённой англо-американской эскадрой. Завершилось полным уничтожением союзной эскадры.

## Предыстория
В феврале 1942 года японское командование приступило к операции по захвату островов Ява и Суматра, развернув для этого мощную военно-морскую группировку. Объединённое командование союзных войск приняло решение оказать сопротивление силами союзного флота под командованием голландского контр-адмирала Карела Доормана. Это привело к ряду морских боёв с японцами. Решающее сражение произошло 27 февраля 1942 года в Яванском море. Потеряв половину кораблей, союзная эскадра, разделившись на две части, попыталась покинуть район боевых действий. Американский тяжёлый крейсер Хьюстон и австралийский лёгкий крейсер Перт 28 февраля попытались прорваться в Индийский океан и севернее Явы наткнулись на японский конвой и были потоплены в бою в Зондском проливе. Вторая группа во главе с повреждённым английским крейсером «Эксетер» выдвинулась из Сурабаи на следующий день. Крейсер вышел в море ночью 28 февраля 1942 года в сопровождении двух эсминцев: английского Encounter (Энкаунтер) и американского Pope (Поуп).

## Сражение
Скорость Эксетера из-за повреждений не превышала 23 узлов. Перед рассветом эскадра встретила небольшой японский конвой из двух транспортов и эсминца, но не стала атаковать, опасаясь привлечь внимание крупных сил противника, тем более, что инструкция командования требовала избегать боёв. Утром 1 марта к северо-западу от острова Бавеан союзные корабли встретились с двумя японскими отрядами. С юго-запада его начал преследовать отряд контр-адмирала Такаги (тяжёлые крейсера Нати и Хагуро, эсминцы Ямакадзе и Кавакадзе), а с северо-запада атаковал отряд вице-адмирала Такахаси (тяжелые крейсера Асигара и Мёко, эсминцы Акебоно, Инадзума)..
В 10.20 Асигара и Мёко с дистанции 124 каб. открыли огонь левым бортом. Эсминцы попытались прикрыть Эксетер дымовой завесой. У английского крейсера была повреждена система управления огнём, поэтому залпы ложились далеко от цели. Японские корабли стреляли точнее благодаря корректировке с гидросамолётов. Эсминцы союзников, пытаясь сбить прицельную стрельбу противника, поставили дымовую завесу. В районе 11.00 Эксетер выпустил торпеды в сторону Мёко и Асигара, но дистанция была слишком большой, и торпеды в цель не попали. С правого борта союзные корабли были безрезультатно атакованы эсминцами.

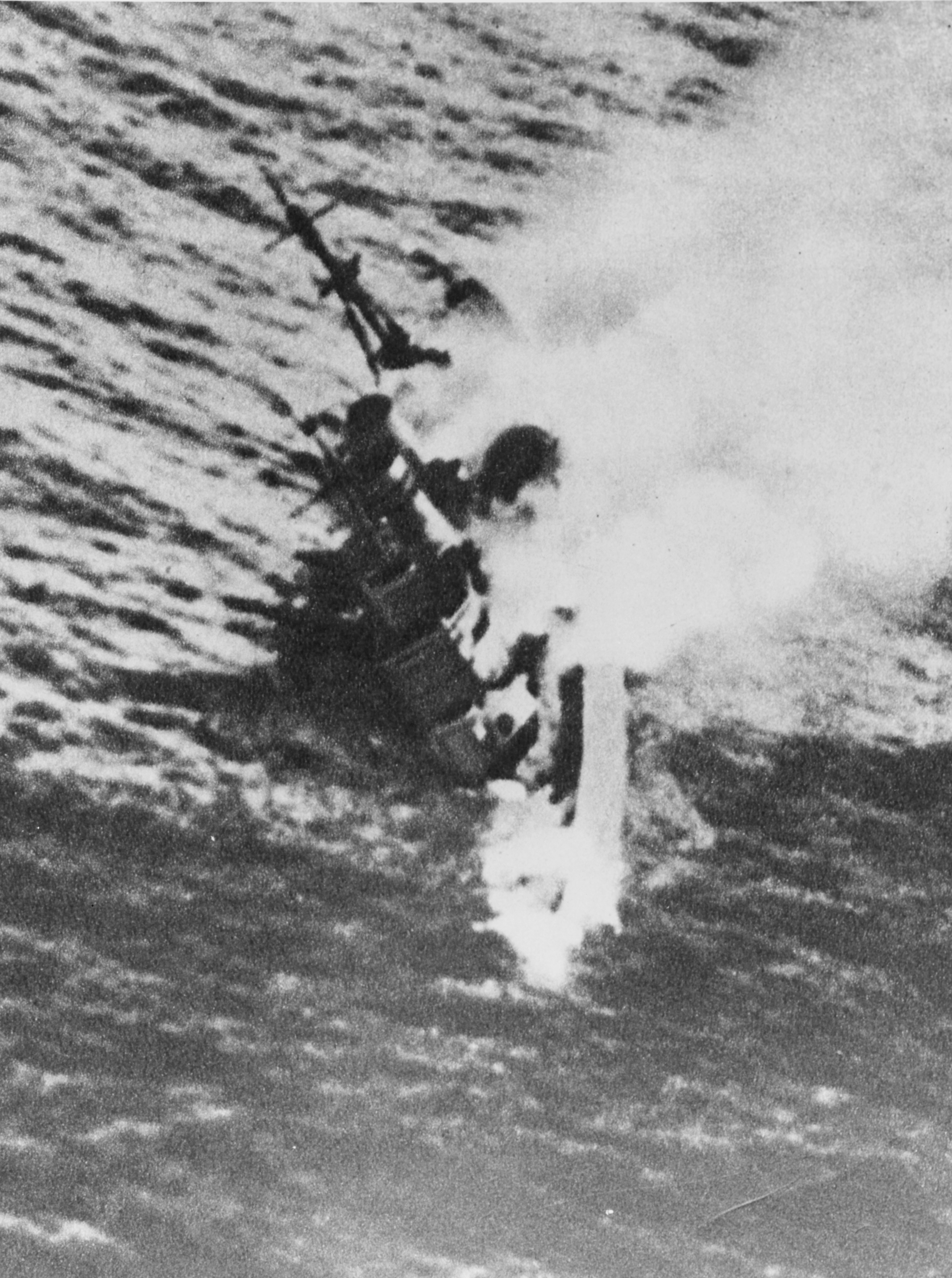
Тонущий тяжелый крейсер Эксетер

В 11.15 к бою присоединилась вторая группа японских крейсеров. В 11.20 Эксетер получил попадание: 203-мм снаряд угодил в носовое котельное отделение. Вскоре крейсер полностью лишился энергии, вышли из строя все системы управления огнём и подача боезапаса, скорость стала быстро падать. Не имея возможности помочь ему, оба эсминца попробовали спастись самостоятельно. Командир английского крейсера приказал покинуть корабль. Во время эвакуации экипажа в крейсер попала японская торпеда с эсминца Инадзума. Эксетер перевернулся и затонул.
В 11.35 фатальное попадание получил и Энкаунтер, который экипажу пришлось оставить. Эсминец затонул в 12.05. Поуп предпринял попытку укрыться в дождевом шквале, но около полудня был обнаружен гидросамолетом. В 13.30 в небе появились 6 пикирующих бомбардировщиков с авианосца Рюдзё. Одна из бомб взорвалась в воде напротив торпедного аппарата № 4, и обшивка корабля не выдержала. Вышел из строя левый гребной вал, много отсеков заполнились водой. Левая турбина тут же стала сильно вибрировать и её пришлось остановить. Несмотря на все усилия аварийных партий, вода быстро прибывала. Команда покинула корабль, который был добит артиллерией тяжёлых крейсеров. Спасением экипажей кораблей занялся эсминец Инадзума, который сначала поднял из воды 376 человек из экипажей Эксетер и Энкаунтер, а на следующий день утром ещё 151 человек из команды американского эсминца..
В ходе боя четыре японских крейсера выпустили 1459 203-мм снарядов, из них Мёко и Асигара 1171. Нати и Хагуро выпустили соответственно 170 и 118 снарядов главного калибра. Крейсера также выпустили 24 торпеды типа 93: Мёко и Асигара — по восемь, остальные — по четыре, но все они прошли мимо.
Гибель отряда ознаменовала окончательную победу японского флота в боях за голландские колонии. После этого высадившиеся японские войска быстро оккупировали все острова.

## Участники боя
| Союзники | Япония |
| --- | --- |
| отряд Оливера Гордона тяжелый крейсер Эксетер типа Йорк (флагман) эсминец Энкаунтер типа «Е» эсминец Поуп типа Клемсон | отряд контр-адмирала Такаги тяжёлые крейсера Нати и Хагуро типа Мёко, эсминцы Ямакадзе и Кавакадзе типа Сирацую отряд вице-адмирала Такахаси тяжёлые крейсера Мёко и Асигара типа Мёко эсминцы Акебоно, Инадзума типа Фубуки |